# Legitimation
Legitimation (af latin: lex / legis = lov) er en betegnelse, der bruges om situationer, hvor det indikeres, at en person besidder en vis ret eller kan udøve en vis magt.
Normalvis forstås ordet legitimation undertiden også som et legitimationskort, legitimationsbevis, identifikationspapir, identifikationskort eller blot forkortet ID-kort, som er et dokument, der verificerer – eller sandsynliggøre – en persons identitet. Sådanne ID-kort bruges således til at vise – eller sandsynliggøre – at en person er den vedkommende giver sig ud for at være og besidder nogle specifikke rettigheder. Ordet legitimation kan også forstås som en begrundelse, retfærdiggøre eller berettigelse. Eksempelvis en "legitimation for en given adfærd" eller en "legitimation af et regime".
ID-kort kan være obligatoriske eller ikke-obligatoriske, mens andre kan kræve sekundær identitetsbekræftelse ved hjælp af anden identifikation eller andre uformelle dokumenter. Når et identitetsdokument indeholder en persons fotografi, kan det kaldes billed-id. Ligeledes kan identitetsdokument indeholder informationer om en persons specifikke kendetegn, såsom fingeraftryk, ansigtstræk m.m., hvormed biometriske teknologier kan anvendes til at bekræfte en persons identitet. Sådanne biometriske teknologier er med til reducere mulighederne for at forfalske identifikationspapirer.
Eksempel på ID-kort er pas, kørekort, sunhedskort, NemID, MitID m.fl. Nogle lande accepterer ikke kørekort til identifikation, ofte fordi de i disse lande ikke udløber som dokumenter og kan være gamle eller let forfalskede. De fleste lande accepterer pas som en form for identifikation.
EØS-borgere kan anvende sit nationale ID-kort som rejsedokument i EØS-landene og Schweiz. I 2024 er Danmark det eneste EØS-landet som ikke udsteder nationale ID-kort, som er gyldige til rejser i EØS. Statsborgere i Danmark skal bruge pas for at udøve friheden til at frit bevæge sig over grænserne inden EØS.